# Pavetta leytensis
Pavetta leytensis är en måreväxtart som beskrevs av Cornelis Eliza Bertus Bremekamp. Pavetta leytensis ingår i släktet Pavetta och familjen måreväxter. Inga underarter finns listade i Catalogue of Life.